# Pfarrhaus Thalkirchen

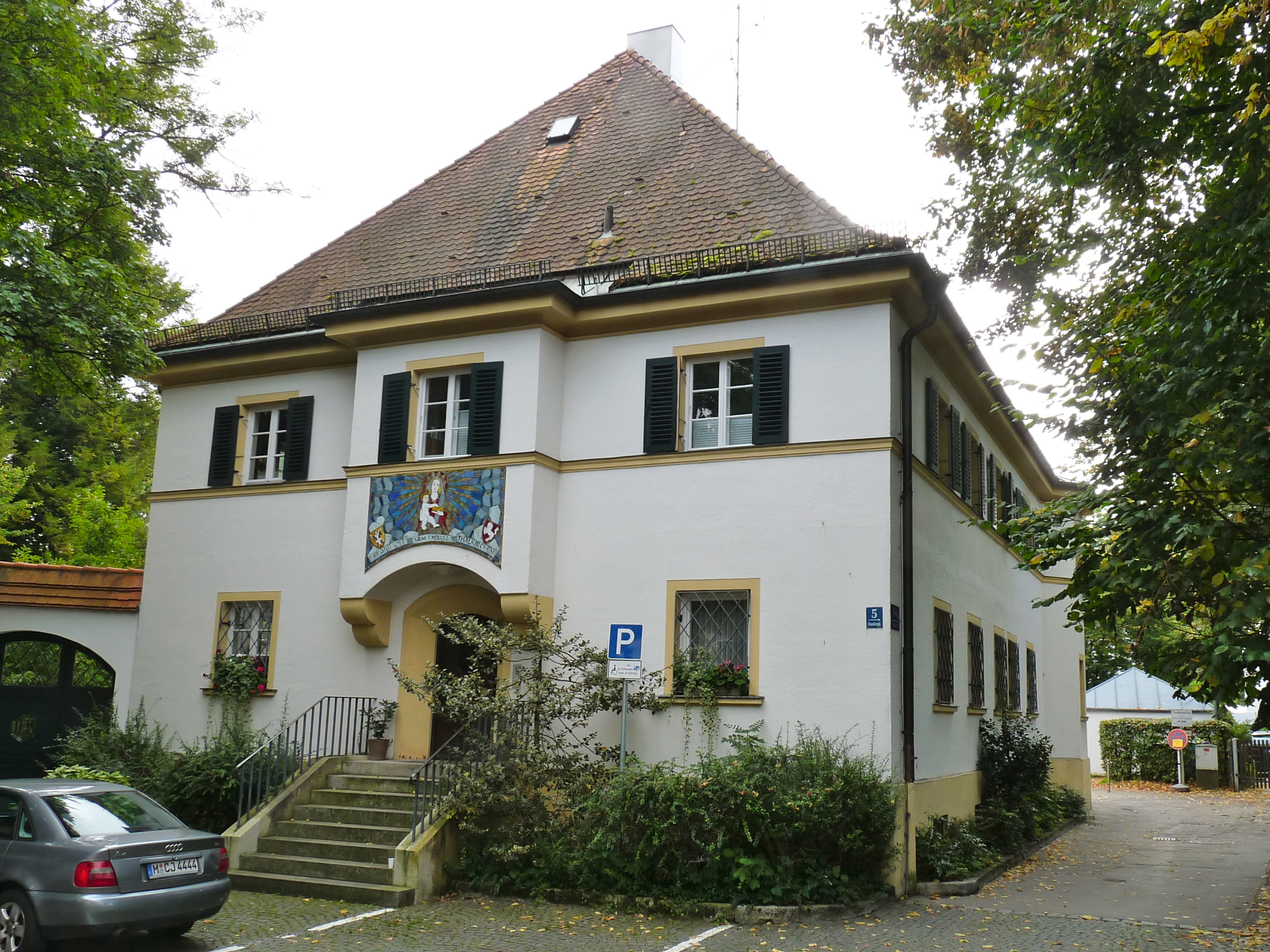
Pfarrhaus Thalkirchen, Fassade am Fraunbergplatz

Das Pfarrhaus Thalkirchen ist das Pfarrhaus der katholischen Pfarrei St. Maria Thalkirchen in München. Das Gebäude ist als Baudenkmal in der Bayerischen Denkmalliste eingetragen.

## Lage
Das Pfarrhaus liegt im historischen Ortskern des Münchner Stadtteils Thalkirchen am Fraunbergplatz, etwa 30 Meter zurückgesetzt von der Straße, südwestlich der Pfarrkirche St. Maria und südöstlich des ebenfalls denkmalgeschützten Gebäudes Fraunbergplatz 6-7. Das Haus ist etwa in Nord-Süd-Richtung ausgerichtet. Die Hauptfassade liegt an der nördlichen Schmalseite des Gebäudes und beherrscht die Südseite des Fraunbergplatzes.

## Geschichte
Der zur Kirche St. Maria in Thalkirchen gehörende Pfarrhof lag in Mittersendling, was zu ständigen Verwechslungen Anlass bot, ob nun Thalkirchen oder Sendling die Gemeinde- bzw. Filialkirche wäre. Ein eigenes Pfarrhaus bekam Thalkirchen erst 1903, als das ehemalige Schulhaus von 1847 zum Pfarrhaus der wieder selbständigen Kirchengemeinde wurde. Schon damals war der Bau eines besser dafür geeigneten Pfarrhauses geplant, der verzögerte sich aber.
Auf dem Grundstück des heutigen Pfarrhauses stand ursprünglich der Foirerhof. Der Dreiviertelhof mit 138 Tagwerk im Jahr 1812 war grundbar zum Münchner Angerkloster und ist seit 1642 nachweisbar. 1893 kaufte Jakob Heilmann den Hof mit den verbliebenen Flächen für die Isarwerke, diese trennten sich von den restlichen landwirtschaftlichen Flächen. 1906 gehörte das Gebäude dem Schreinermeister Naß, der es mit seinem gesamten Betrieb an die Möbelfabrik Valentin Witt verkaufte. 1918 wurde das Haus an die Pfarrstiftung von St. Maria Thalkirchen verkauft, die es abreißen ließ, um bis 1927 das neue Pfarrhaus zu bauen. Das alte Pfarrhaus wurde zur Pflegestation der Barmherzige Schwestern vom hl. Vinzenz von Paul.
1956 wurde ein Kindergarten zunächst im Pfarrhaus eingerichtet. 1975 wurde das Pfarrzentrum mit Kindereinrichtungen, Saal, Veranstaltungsräumen und Bibliothek errichtet.

## Architektur

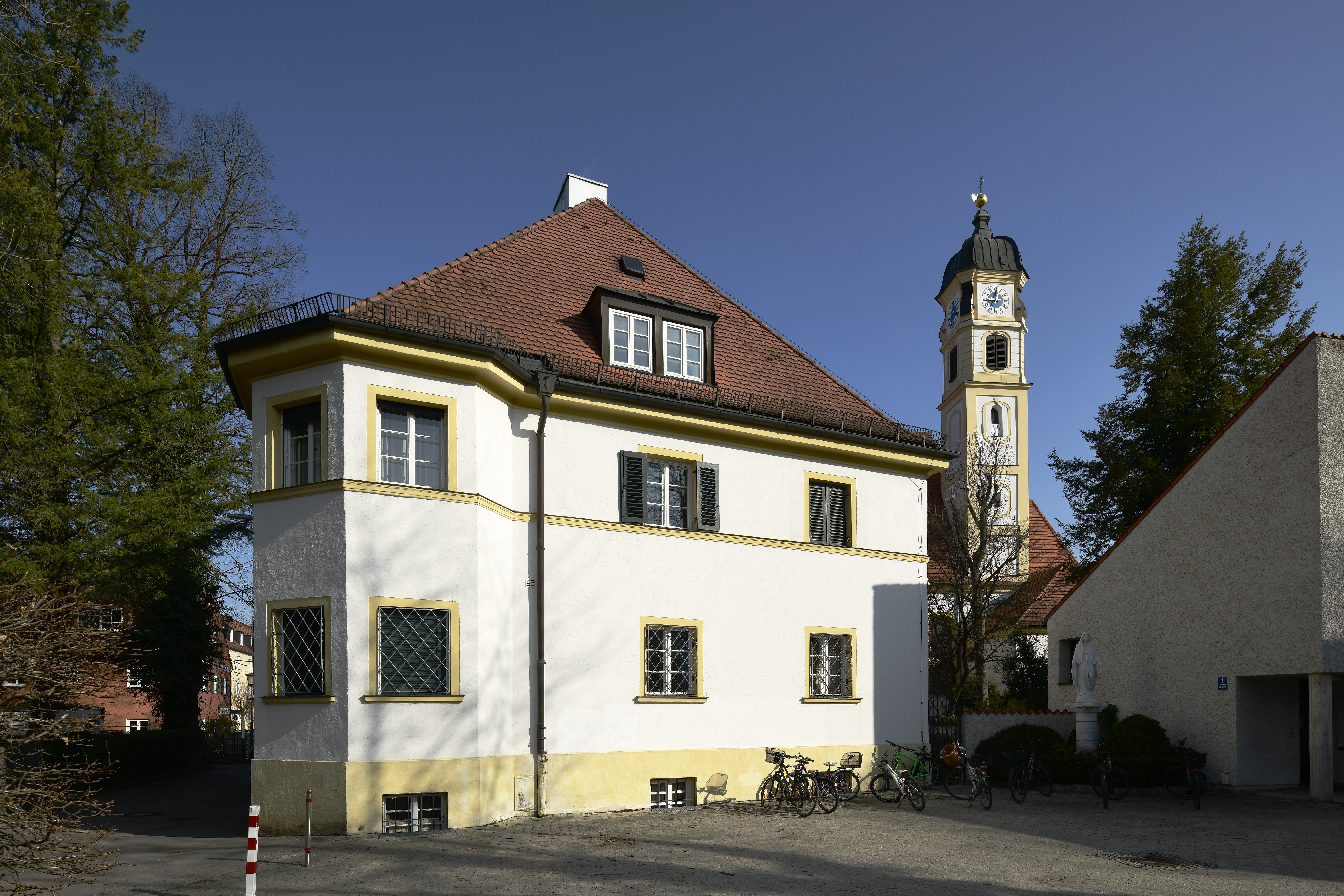
Der Eckrisalit

Der zweigeschossige Bau hat eine Grundfläche von etwa 17 × 12 Metern und trägt ein Walmdach. Das Haus ist in schlichten Formen des Heimatstils errichtet. Es ist durch ein auf Höhe der Unterkante der Fenster des Obergeschosses durchlaufendes Gesims horizontal gegliedert und nach oben durch ein Dachgesims abgeschlossen. Die Südwestecke des Hauses ist als achteckiger Eckrisalit gebildet.
Die Hauptfassade am Fraunbergplatz ist dreiachsig mit dem Eingang in der Mitte. Zu dem Eingang führt eine Treppe empor, über dem Eingang springt ein flacher Erker von der Fassade vor. Ein Mosaik über dem Eingang zeigt Maria mit dem Jesuskind, das Wappen von München mit dem Mönch, das Wappen der Fraunberger mit dem springenden Pferd und ein Spruchband mit der Inschrift „Pfarramt Sanct Maria Thalkirchen“. Die symmetrische Dreiachsigkeit der Hauptfassade mit dem Eingang in der Mitte ist im Inneren dadurch fortgeführt, dass ein Mittelflur das gesamte Gebäude durchläuft.